# Paulistas
Paulistas este un oraș în Minas Gerais (MG), Brazilia.